# 대프니 저니가
대프니 유리디스 저니가(영어: Daphne Eurydice Zuniga, 영어 발음: /ˈdæfni zəˈniːɡə/, 1962년 10월 28일~)는 미국의 배우이다. 
샌프란시스코에서 태어났다.

## 출연 작품
- 서치 엔진스 (2016, Search Engines)
- 후즈 드라이빙 두 (2016년)
- 비욘드 파라다이스 (2016년) - 엘라나 역
- 리마커블 라이프 (2015년)
- 곤 미싱 (2013년) - 렌 역
- 체인징 하트 (2012년)
- 추수감사절 구하기 (2010년) - 클로디아 역
- 온 스트라이크 포 크리스마스 (2010년) - 조이 역
- 서드셍 찰리 바커 (2010년) - 스텔라 역
- A-리스트 (2006년)
- 슬래셔 영화의 흥망성쇠 (2006년)
- 크리스마스 두-오버 (2006년) - 질 역
- 콴텀 66 (1996년)
- 찰리의 유령 이야기 (1994년)
- 아마존의 추적자 (1993년)
- 매드 앳 더 문 (1992년)
- 카멜레온 (1992년)
- 세 아들 (1989년)
- 청춘 해부학 (1989년)
- 플라이 2 (1989년) - 베스 로건 역
- 마피아 신부 (1988년)
- 스페이스볼 (1987년)
- 모던 걸즈 (1986, Modern Girls)
- 사랑에 눈뜰 때 (1985년)
- 청춘의 승부 (1985년)

### 텔레비전
- 배트맨 비욘드 (1999-2000) - 목소리
- 원 트리 힐 (2008-12)